# Erlotinib
Erlotiníb, pod zaščitenim imenom Tarceva in drugimi, je protirakavo zdravilo iz skupine malih molekul za zdravljenje nedrobnoceličnega raka pljuč (NDRP; angl. NSCLC) in raka trebušne slinavke. Pri nedrobnoceličnem raku pljuč se uporablja za zdravljenje napredovale ali razsejane bolezni v prisotnosti EGFR-aktivirajočih mutacij, in sicer pri deleciji aksona 19 (del19) ali substituciji eksona 21 (L858R). Ti mutaciji sta namreč povezani z zasevanjem raka iz pljuč v oddaljena telesna tkiva. Uporablja se skozi usta (peroralno).
Med pogoste neželene učinke spadajo izpuščaj, driska, bolečina v mišicah, bolečina v sklepih in kašelj. Med hude neželene učinke spadajo težave s pljuči, bolezni ledvic, odpoved jeter, predrtje prebavil, možganska kap in razjede na roženici. Uporaba med nosečnostjo lahko škoduje plodu. Erlotinib je zaviralec tirozin kinaz, in sicer zavira receptor epidermalnega rastnega dejavnika (EGFR).
Erlotinib so za klinično uporabo odobrili v ZDA leta 2004, v Evropski uniji pa leta 2005. Uvrščen je na seznam nujnih zdravil Svetovne zdravstvene organizacije, na katerem so zdravila, bistvena za zagotavljanje osnovne zdravstvene oskrbe.

## Klinična uporaba
Erlotinib se uporablja za zdravljenje nedrobnoceličnega raka pljuč in raka trebušne slinavke.

### Nedrobnocelični rak pljuč
Učinkovitost zdravljenja z erlotinibom je načeloma večja pri bolnikih z aktivirajočimi mutacijami gena za EGFR, vendar pa lahko imajo tudi bolniki brez teh mutacij z erlotinibom boljše preživetje. Koristnega vpliva na podaljšanje preživetja ali drugih klinično pomembnih učinkov zdravljenja sicer niso dokazali pri bolnikih z EGFR-negativnimi tumorji.
Erlotinib je zato indiciran kot zdravilo izbora pri bolnikov z lokalno napredovalim ali razsejanim nedrobnoceličnim rakom pljuč z EGFR-aktivirajočimi mutacijami, pri bolnikih, katerih tumorji nimajo EGFR-aktivirajočih mutacij, pa le, kadar druga možna zdravljenja niso primerna.
Bolnikom kadilcem se svetuje, da prenehajo kaditi, saj kajenje povzroča povečan očistek (24 %) in dvakrat nižje serumske koncentracije zdravila.

## Odpornost proti zdravilu
Kot pri drugih zaviralcih tirozin kinaze iz skupine malih molekul, ki tekmujejo z ATP za vezavo na vezavno mesto na encimu (na primer imatinib pri zdravljenju kronične mieloične levkemije), se lahko pojavi odpornost proti zdravilu. Nastopi lahko sorazmerno zgodaj; pri erlotinibu se pojavi povprečno po 8 do 12 mesecih od uvedbe zdravljenja. Več kot polovica primerov odpornosti je posledica mutacije na vezavnem mestu za ATP (na primer substitucija manjšega polarnega treonina z večjim nepolarnim metioninom na mestu 790 – govorimo o mutaciji T790M). Okoli 20 % primerov odpornosti pa je posledica amplifikacije receptorja za hepatocitni rastni dejavnik, ki povzroči aktivacijo PI3K preko receptorja ERBB3.

## Mehanizem delovanja
Erlotinib je zaviralec tirozin kinaz, in sicer zavira receptor epidermalnega rastnega dejavnika (EGFR). EGFR je transmembranski glikoprotein, ki se nahaja tako na površini zdravih kot tudi rakavih celic pri različnih vrstah rakov. 
Pomembna je tudi prisotnost mutacij v genu za EGFR, saj je erlotinib učinkovit zlasti pri bolnikih z aktivirajočimi mutacijami gena za EGFR. Te mutacije vodijo v stalno aktivacijo receptorja, tudi brez vezanega liganda. EGFR-mutacije so pogosteje prisotne pri ženskah, nekadilcih in pri bolnikih s posebno vrsto raka pljuč, ki se imenuje adenokarcinom pljuč. Mutacije EGFR lahko vodijo v aktivacijo antiapoptotičnih in proliferacijskih signalnih poti v rakavih celicah.
Erlotinib se trdno veže na vezavno mesto za ATP v mutirani kinazni domeni EGFR in s tem zavre z EGFR posredovano signaliziranjo v tumorjih z EGFR-aktivirajočimi mutacijami. Proliferacija celic se ustavi in preko intrinzične apoptotične poti se sproži celična smrt.

## Neželeni učinki
Najpogostejši neželeni učinki, povezani z zdravilom erlotinib, so neželeni učinki na koži (na primer izpuščaj, podoben aknam, suha koža, zanohtnica ...);  pojavijo se pri večini bolnikov, ki prejemajo zdravilo. Poročali so tudi o primerih kožnih bolezni z mehurji in luščenjem kože, vključno z zelo redkimi primeri, ki so nakazovali na Stevens-Johnsonov sindrom/toksično epidermalno nekrolizo in so bili v nekaterih primerih smrtni.
Drugi pogosti neželeni učinki vključujejo drisko, slabost, bruhanje, izgubo teka, vnetje ustne sluznice, razjede v ustih, dovzetnost za okužbe, kašelj in zasoplost, jetrne spremembe, občutek odrevenelosti v prstih na tokah in nogah, glavobol, izpadanje las, depresijo, utrujenost, bolečine v trebuhu, napenjanje ...